# گاوسهره آنتیل بزرگ
گاوسهره آنتیل بزرگ (نام علمی: Loxigilla violacea) نام یک گونه از سرده گاوسهره‌های آنتیل است.